# Liu Jiakun
Liu Jiakun est un architecte et un écrivain chinois, né en 1956. Il a fondé en 1999 l'agence Jiakun Architects. En mars 2025, il remporte le prix Pritzker. Il a notamment conçu le Musée d'art contemporain de Chengdu ou encore le West Village Basis Yard.

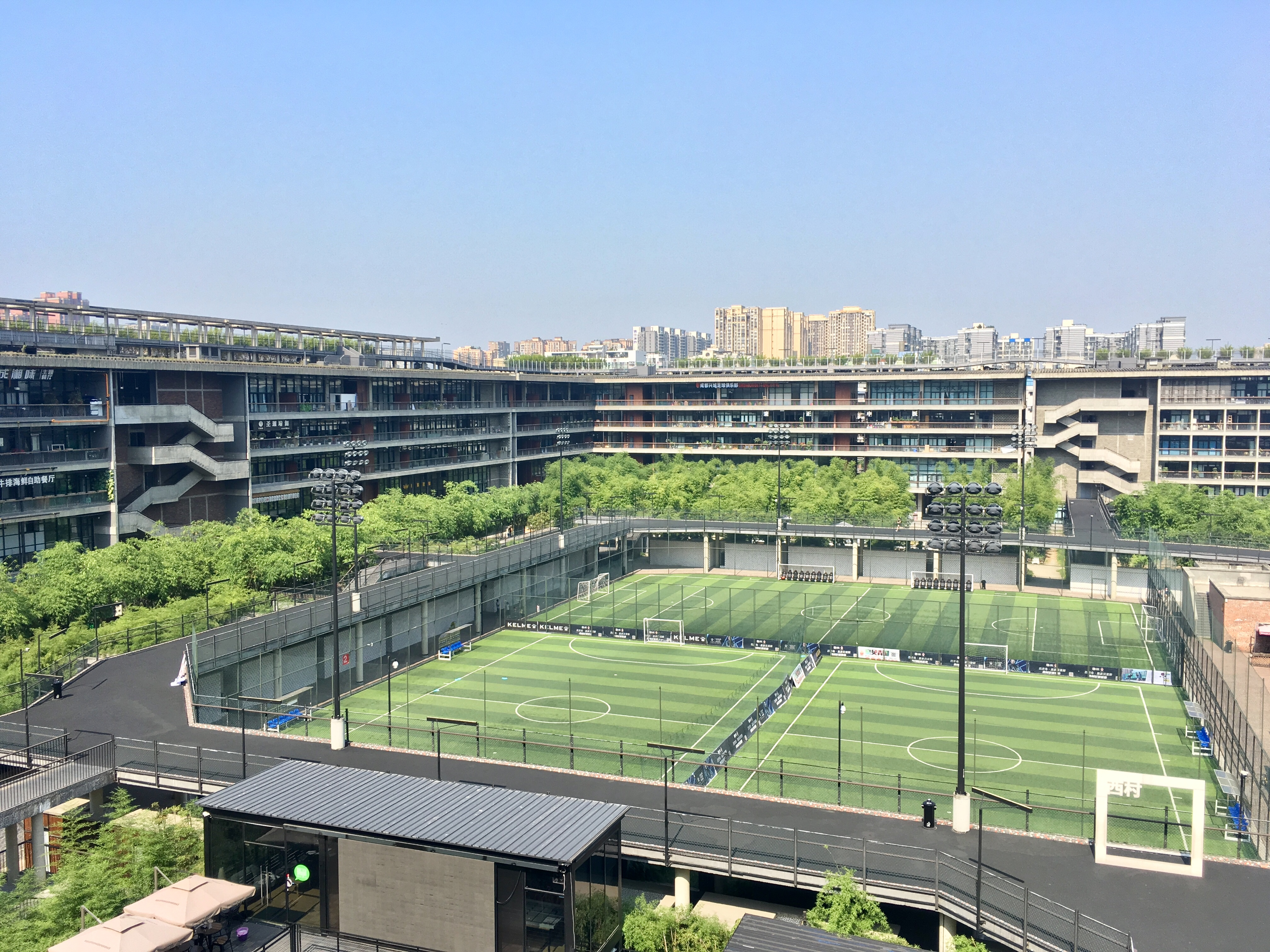
West Village Basis Yard
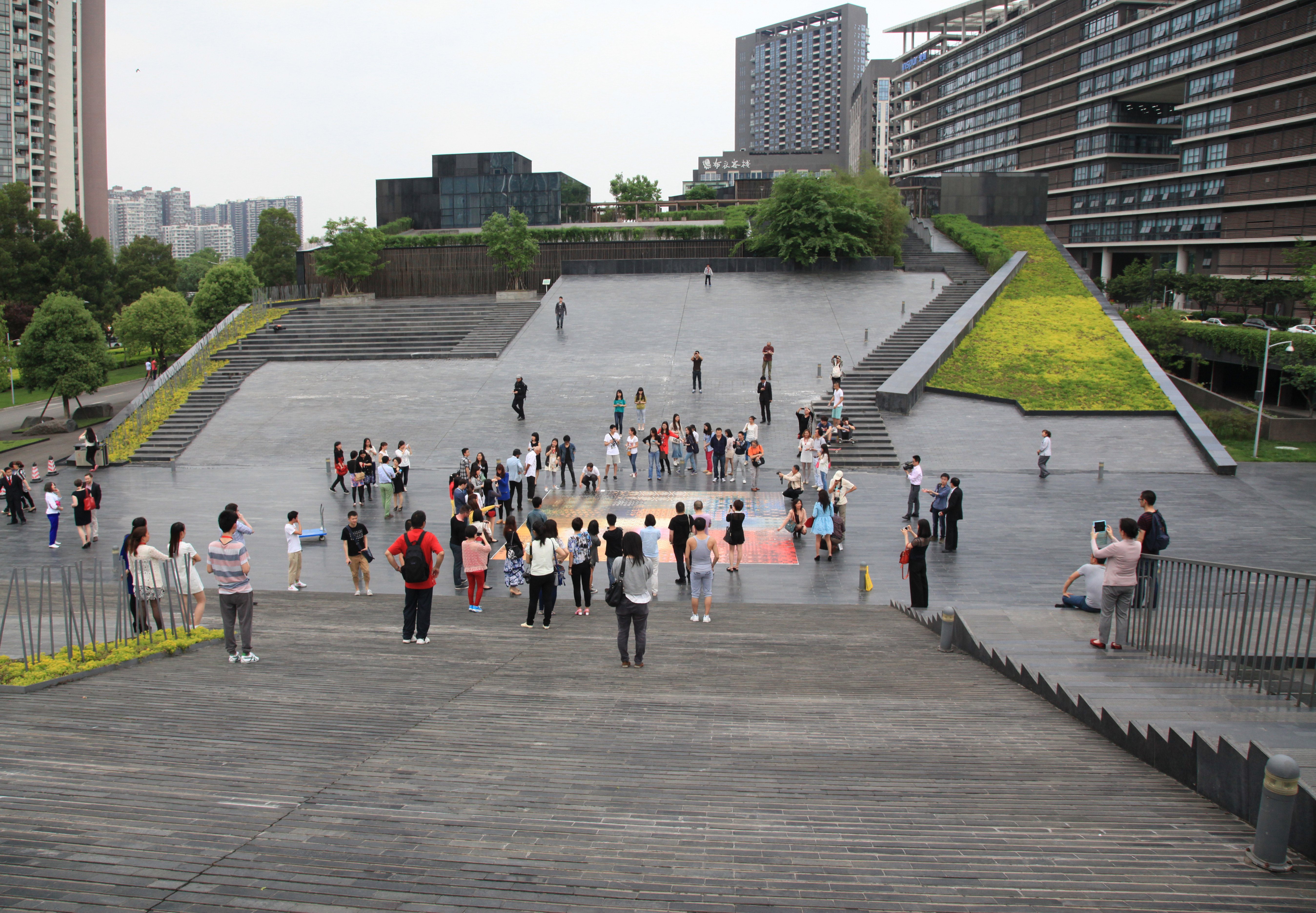
Musée d'art contemporain de Chengdu